# Hard (Wellheim)
Hard ist ein Ortsteil des Marktes Wellheim im oberbayerischen Landkreis Eichstätt im Naturpark Altmühltal (Bayern).

## Lage
Das Kirchdorf liegt etwa drei Kilometer östlich von Wellheim auf der Hochfläche der südlichen Frankenalb.

## Geschichte

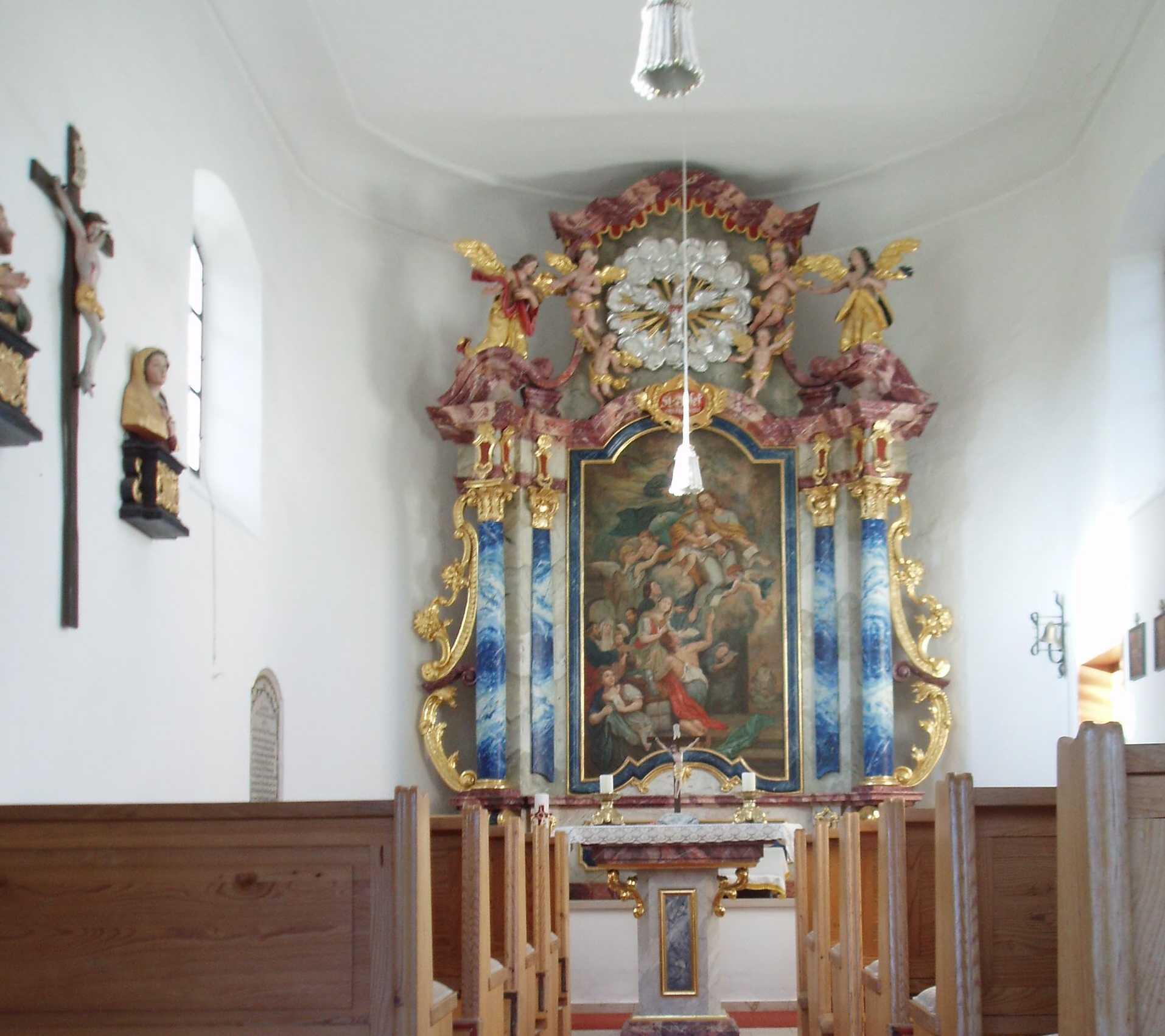
Barocke Kapelle St. Josef in Wellheim-Hard

Westlich von Hard wurde ein Frauengrab aus der Frühbronzezeit gefunden. Der heutige Ort liegt an der Römerstraße Wellheim – Nassenfels. Um 250 stand in der Nähe ein römisches Haus. Der Ort, in dem vor langer Zeit ca. 14 Familien wohnten, gruppierte sich um eine „Hüll“, ein kleines stehendes Gewässer, das 1972 eingeebnet wurde. Der Ortsname deutet auf eine Waldlage und damit auf ein Rodungsdorf hin. Es gehörte zum Hochstift Eichstätt – bis auf zwei pfalz-neuburgische Höfe und sechs Lehen des Benediktinerinnen-Klosters Bergen, die später an das Jesuiten-Kollegium in Neuburg an der Donau übergingen. 1817 bis 1833 gehörte das Dorf zum Fürstentum Eichstätt der Herzöge von Leuchtenberg; zu dieser Zeit (1821) zählte man in 15 Anwesen 19 Familien mit insgesamt 77 Personen. Bis 1838 besaß der Pfarrer von Wellheim die Zehntrechte in Hard.
Früher wurde um Hard Eisenerz gefunden. Bei Hard gibt es ein Quarzsand-Vorkommen, das einen sehr hohen Quarzgehalt aufweist.
Am 1. Januar 1971 wurde die damals selbstständige Gemeinde Hard zusammen mit Gammersfeld in den Markt Wellheim eingegliedert.
Überwiegend landwirtschaftlich orientiert, gab es im Dorf 1983 bei 136 Einwohnern vier bäuerliche Vollerwerbs- und zehn Nebenerwerbsbetriebe. 2005 zählte Hard 225 Einwohner.
Die Katholische Dorfkapelle St. Josef wurde 1725–1730 erbaut. Sie gehört zur Pfarrei Wellheim. Seit 2015 steht im Dorf eine private St. Walburga-Kapelle mit einer Einrichtung des Eichstätter Bildhauers Rupert Fieger.